# Fußball-Europameisterschaft 2004/Finalrunde
Resultate der Finalrunde der Fußball-Europameisterschaft 2004:

## Übersicht
|  | Viertelfinale         | Viertelfinale         |  |  | Halbfinale          | Halbfinale          |   |  | Finale | Finale |
|  |                       |                       |  |  |                     |                     |   |  |        |        |
|  | 24. Juni – Lissabon   |                       |  |  |                     |                     |   |  |        |        |
|  | Portugal              | E2 (6)E               |  |  | 30. Juni – Lissabon | 30. Juni – Lissabon |   |  |        |        |
|  | England               | 2 (5)                 |  |  | Portugal            | 2                   |   |  |        |        |
|  | 26. Juni – Faro-Loulé | 26. Juni – Faro-Loulé |  |  | Niederlande         | 1                   |   |  |        |        |
|  | Schweden              | 0 (4)                 |  |  | 4. Juli – Lissabon  | 4. Juli – Lissabon  |   |  |        |        |
|  | Niederlande           | E0 (5)E               |  |  | Portugal            | 0                   |   |  |        |        |
|  | 25. Juni – Lissabon   | 25. Juni – Lissabon   |  |  |                     | Griechenland        | 1 |  |        |        |
|  | Frankreich            | 0                     |  |  | 1. Juli – Porto     | 1. Juli – Porto     |   |  |        |        |
|  | Griechenland          | 1                     |  |  | Griechenland        | SG1SG               |   |  |        |        |
|  | 27. Juni – Porto      | 27. Juni – Porto      |  |  | Tschechien          | 0                   |   |  |        |        |
|  | Tschechien            | 3                     |  |  |                     |                     |   |  |        |        |
|  | Dänemark              | 0                     |  |  |                     |                     |   |  |        |        |

SG Sieg nach SG
E Sieg im Elfmeterschießen

## Viertelfinale

### Portugal – England 2:2 n.V. (1:1, 0:1), 6:5 i.E.
| Portugal                                                                   | Portugal | England | England | Aufstellung                        |
| -------------------------------------------------------------------------- | --- | --- | ------- | ---------------------------------- |
| Portugal                                                                   | \| Viertelfinale 1 \| \| Donnerstag, 24. Juni 2004 um 20:45 Uhr (MESZ) in Lissabon (Estádio da Luz) \| \| Zuschauer: 62.564 \| \| Schiedsrichter: Urs Meier ( Schweiz) \|                                               | \| Viertelfinale 1 \| \| Donnerstag, 24. Juni 2004 um 20:45 Uhr (MESZ) in Lissabon (Estádio da Luz) \| \| Zuschauer: 62.564 \| \| Schiedsrichter: Urs Meier ( Schweiz) \|                                                                                   | England | Aufstellung Portugal gegen England |
| Portugal                                                                   | Ricardo – Miguel (79. Rui Costa), Jorge Andrade, Ricardo Carvalho, Nuno Valente – Maniche, Costinha (63. Simão) – Deco – Luís Figo (75. Hélder Postiga), Nuno Gomes, Cristiano Ronaldo Cheftrainer: Luiz Felipe Scolari | David James – Gary Neville, John Terry, Sol Campbell, Ashley Cole – David Beckham , Steven Gerrard (82. Owen Hargreaves), Frank Lampard, Paul Scholes (57. Phil Neville) – Michael Owen, Wayne Rooney (27. Darius Vassell) Cheftrainer: Sven-Göran Eriksson | England | Aufstellung Portugal gegen England |
| Portugal                                                                   | 1:1 Postiga (83.) 2:1 Costa (110.) | 0:1 Owen (3.) 2:2 Lampard (115.) | England | Aufstellung Portugal gegen England |
| Portugal                                                                   | Elfmeterschießen | | England | Aufstellung Portugal gegen England |
| Portugal                                                                   | 1:0 Deco 2:1 Simão Costa schießt übers Tor 3:3 Cristiano Ronaldo 4:4 Maniche 5:5 Hélder Postiga 6:5 Ricardo | Beckham schießt übers Tor 1:1 Michael Owen 2:2 Frank Lampard 2:3 John Terry 3:4 Owen Hargreaves 4:5 Ashley Cole Ricardo hält gegen Vassell | England | Aufstellung Portugal gegen England |
| Portugal                                                                   | Costinha (56.), Deco (85.), Ricardo Carvalho (119.) | Steven Gerrard (37.), Gary Neville (45.), Phil Neville (92.) | England | Aufstellung Portugal gegen England |
| Viertelfinale 1                                                            | | |         |                                    |
| Donnerstag, 24. Juni 2004 um 20:45 Uhr (MESZ) in Lissabon (Estádio da Luz) | | |         |                                    |
| Zuschauer: 62.564                                                          | | |         |                                    |
| Schiedsrichter: Urs Meier ( Schweiz)                                       | | |         |                                    |

### Frankreich – Griechenland 0:1 (0:0)
| Frankreich                                                                     | Frankreich | Griechenland | Griechenland | Aufstellung                               |
| ------------------------------------------------------------------------------ | --- | --- | ------------ | ----------------------------------------- |
| Frankreich                                                                     | \| Viertelfinale 2 \| \| Freitag, 25. Juni 2004 um 20:45 Uhr (MESZ) in Lissabon (José-Alvalade-Stadion) \| \| Zuschauer: 45.390 \| \| Schiedsrichter: Anders Frisk ( Schweden) \|                                                                                                | \| Viertelfinale 2 \| \| Freitag, 25. Juni 2004 um 20:45 Uhr (MESZ) in Lissabon (José-Alvalade-Stadion) \| \| Zuschauer: 45.390 \| \| Schiedsrichter: Anders Frisk ( Schweden) \| | Griechenland | Aufstellung Frankreich gegen Griechenland |
| Frankreich                                                                     | Fabien Barthez – Lilian Thuram, William Gallas, Mickaël Silvestre, Bixente Lizarazu – Claude Makélélé, Olivier Dacourt (72. Sylvain Wiltord) – Zinédine Zidane , Robert Pires (79. Jérôme Rothen) – Thierry Henry, David Trezeguet (72. Louis Saha) Cheftrainer: Jacques Santini | Antonios Nikopolidis – Georgios Seitaridis, Traianos Dellas, Michalis Kapsis, Panagiotis Fyssas – Konstantinos Katsouranis, Giorgos Karagounis, Theodoros Zagorakis , Angelos Basinas (85. Vasilios Tsiartas) – Angelos Charisteas, Demis Nikolaidis (61. Vassilis Lakis) Cheftrainer: Otto Rehhagel | Griechenland | Aufstellung Frankreich gegen Griechenland |
| Frankreich                                                                     | 0:1 Charisteas (65.) | | Griechenland | Aufstellung Frankreich gegen Griechenland |
| Frankreich                                                                     | Zinédine Zidane (44.), Louis Saha (86.) | Giorgos Karagounis (6.), Theodoros Zagorakis (50.) | Griechenland | Aufstellung Frankreich gegen Griechenland |
| Viertelfinale 2                                                                | | |              |                                           |
| Freitag, 25. Juni 2004 um 20:45 Uhr (MESZ) in Lissabon (José-Alvalade-Stadion) | | |              |                                           |
| Zuschauer: 45.390                                                              | | |              |                                           |
| Schiedsrichter: Anders Frisk ( Schweden)                                       | | |              |                                           |

### Schweden – Niederlande 0:0 n.V., 4:5 i.E.
| Schweden                                                                   | Schweden | Niederlande | Niederlande | Aufstellung                            |
| -------------------------------------------------------------------------- | --- | --- | ----------- | -------------------------------------- |
| Schweden                                                                   | \| Viertelfinale 3 \| \| Samstag, 26. Juni 2004 um 20:45 Uhr (MESZ) in Faro-Loulé (Estádio Algarve) \| \| Zuschauer: 27.762 \| \| Schiedsrichter: Ľuboš Micheľ ( Slowakei) \| | \| Viertelfinale 3 \| \| Samstag, 26. Juni 2004 um 20:45 Uhr (MESZ) in Faro-Loulé (Estádio Algarve) \| \| Zuschauer: 27.762 \| \| Schiedsrichter: Ľuboš Micheľ ( Slowakei) \| | Niederlande | Aufstellung Schweden gegen Niederlande |
| Schweden                                                                   | Andreas Isaksson – Alexander Östlund, Olof Mellberg , Andreas Jakobsson, Mikael Nilsson – Anders Svensson (81. Kim Källström), Tobias Linderoth, Mattias Jonson (65. Christian Wilhelmsson), Freddie Ljungberg – Zlatan Ibrahimović, Henrik Larsson Cheftrainer: Tommy Söderberg & Lars Lagerbäck | Edwin van der Sar – Michael Reiziger, Jaap Stam, Frank de Boer (36. Wilfred Bouma), Giovanni van Bronckhorst – Phillip Cocu, Edgar Davids (61. Johnny Heitinga) – Clarence Seedorf – Andy van der Meyde (87. Roy Makaay), Ruud van Nistelrooy, Arjen Robben Cheftrainer: Dick Advocaat | Niederlande | Aufstellung Schweden gegen Niederlande |
| Schweden                                                                   | Elfmeterschießen | | Niederlande | Aufstellung Schweden gegen Niederlande |
| Schweden                                                                   | 1:0 Källström 2:1 Larsson Ibrahimović schießt übers Tor 3:3 Ljungberg 4:3 Wilhelmsson van der Sar hält gegen Mellberg | 1:1 van Nistelrooy 2:2 Heitinga 2:3 Reiziger Cocu schießt an den Pfosten 4:4 Makaay 4:5 Robben | Niederlande | Aufstellung Schweden gegen Niederlande |
| Schweden                                                                   | Zlatan Ibrahimović (58.), Alexander Östlund (88.) | Frank de Boer (30.), Andy van der Meyde (48.), Roy Makaay (116.) | Niederlande | Aufstellung Schweden gegen Niederlande |
| Viertelfinale 3                                                            | | |             |                                        |
| Samstag, 26. Juni 2004 um 20:45 Uhr (MESZ) in Faro-Loulé (Estádio Algarve) | | |             |                                        |
| Zuschauer: 27.762                                                          | | |             |                                        |
| Schiedsrichter: Ľuboš Micheľ ( Slowakei)                                   | | |             |                                        |

### Tschechien – Dänemark 3:0 (0:0)
| Tschechien                                                              | Tschechien | Dänemark | Dänemark | Aufstellung                           |
| ----------------------------------------------------------------------- | --- | --- | -------- | ------------------------------------- |
| Tschechien                                                              | \| Viertelfinale 4 \| \| Sonntag, 27. Juni 2004 um 20:45 Uhr (MESZ) in Porto (Estádio do Dragão) \| \| Zuschauer: 41.092 \| \| Schiedsrichter: Walentin Iwanow ( Russland) \|                                                                            | \| Viertelfinale 4 \| \| Sonntag, 27. Juni 2004 um 20:45 Uhr (MESZ) in Porto (Estádio do Dragão) \| \| Zuschauer: 41.092 \| \| Schiedsrichter: Walentin Iwanow ( Russland) \| | Dänemark | Aufstellung Tschechien gegen Dänemark |
| Tschechien                                                              | Petr Čech – Martin Jiránek (39. Zdeněk Grygera), René Bolf (65. David Rozehnal), Tomáš Ujfaluši, Marek Jankulovski – Tomáš Galásek , Karel Poborský, Tomáš Rosický, Pavel Nedvěd – Jan Koller, Milan Baroš (70. Marek Heinz) Cheftrainer: Karel Brückner | Thomas Sørensen – Thomas Helveg, Martin Laursen, René Henriksen , Kasper Bøgelund – Christian Poulsen, Thomas Gravesen, Claus Jensen (71. Peter Madsen) – Jesper Grønkjær (77. Dennis Rommedahl), Jon Dahl Tomasson, Martin Jørgensen (85. Peter Løvenkrands) Cheftrainer: Morten Olsen | Dänemark | Aufstellung Tschechien gegen Dänemark |
| Tschechien                                                              | 1:0 Koller (49.) 2:0 Baroš (63.) 3:0 Baroš (65.) | | Dänemark | Aufstellung Tschechien gegen Dänemark |
| Tschechien                                                              | Marek Jankulovski (10.), Tomáš Ujfaluši (45.), Pavel Nedvěd (61.) | Christian Poulsen (51.), Kasper Bøgelund (56.), Thomas Gravesen (77.) | Dänemark | Aufstellung Tschechien gegen Dänemark |
| Viertelfinale 4                                                         | | |          |                                       |
| Sonntag, 27. Juni 2004 um 20:45 Uhr (MESZ) in Porto (Estádio do Dragão) | | |          |                                       |
| Zuschauer: 41.092                                                       | | |          |                                       |
| Schiedsrichter: Walentin Iwanow ( Russland)                             | | |          |                                       |

## Halbfinale

### Portugal – Niederlande 2:1 (1:0)
| Portugal                                                                        | Portugal | Niederlande | Niederlande | Aufstellung                            |
| ------------------------------------------------------------------------------- | --- | --- | ----------- | -------------------------------------- |
| Portugal                                                                        | \| Halbfinale 1 \| \| Mittwoch, 30. Juni 2004 um 20:45 Uhr (MESZ) in Lissabon (José-Alvalade-Stadion) \| \| Zuschauer: 46.679 \| \| Schiedsrichter: Anders Frisk ( Schweden) \|                                        | \| Halbfinale 1 \| \| Mittwoch, 30. Juni 2004 um 20:45 Uhr (MESZ) in Lissabon (José-Alvalade-Stadion) \| \| Zuschauer: 46.679 \| \| Schiedsrichter: Anders Frisk ( Schweden) \| | Niederlande | Aufstellung Portugal gegen Niederlande |
| Portugal                                                                        | Ricardo – Miguel, Jorge Andrade, Ricardo Carvalho, Nuno Valente – Maniche (87. Fernando Couto), Costinha – Deco – Luís Figo , Pauleta (75. Nuno Gomes), Cristiano Ronaldo (67. Petit) Cheftrainer: Luiz Felipe Scolari | Edwin van der Sar – Michael Reiziger, Jaap Stam, Wilfred Bouma (56. Rafael van der Vaart), Giovanni van Bronckhorst – Phillip Cocu , Edgar Davids – Clarence Seedorf – Marc Overmars (46. Roy Makaay), Ruud van Nistelrooy, Arjen Robben (81. Pierre van Hooijdonk) Cheftrainer: Dick Advocaat | Niederlande | Aufstellung Portugal gegen Niederlande |
| Portugal                                                                        | 1:0 Cristiano Ronaldo (26.) 2:0 Maniche (58.) | 2:1 Andrade (63., Eigentor) | Niederlande | Aufstellung Portugal gegen Niederlande |
| Portugal                                                                        | Cristiano Ronaldo (27.), Nuno Valente (44.), Luís Figo (90.) | Marc Overmars (39.), Arjen Robben (71.) | Niederlande | Aufstellung Portugal gegen Niederlande |
| Halbfinale 1                                                                    | | |             |                                        |
| Mittwoch, 30. Juni 2004 um 20:45 Uhr (MESZ) in Lissabon (José-Alvalade-Stadion) | | |             |                                        |
| Zuschauer: 46.679                                                               | | |             |                                        |
| Schiedsrichter: Anders Frisk ( Schweden)                                        | | |             |                                        |

### Griechenland – Tschechien 1:0n.SG
| Griechenland                                                              | Griechenland | Tschechien | Tschechien | Aufstellung                               |
| ------------------------------------------------------------------------- | --- | --- | ---------- | ----------------------------------------- |
| Griechenland                                                              | \| Halbfinale 2 \| \| Donnerstag, 1. Juli 2004 um 20:45 Uhr (MESZ) in Porto (Estádio do Dragão) \| \| Zuschauer: 42.449 \| \| Schiedsrichter: Pierluigi Collina ( Italien) \| | \| Halbfinale 2 \| \| Donnerstag, 1. Juli 2004 um 20:45 Uhr (MESZ) in Porto (Estádio do Dragão) \| \| Zuschauer: 42.449 \| \| Schiedsrichter: Pierluigi Collina ( Italien) \|                                      | Tschechien | Aufstellung Griechenland gegen Tschechien |
| Griechenland                                                              | Antonios Nikopolidis – Georgios Seitaridis, Traianos Dellas, Michalis Kapsis, Panagiotis Fyssas – Theodoros Zagorakis , Konstantinos Katsouranis, Angelos Basinas (72. Stelios Giannakopoulos), Giorgos Karagounis – Angelos Charisteas, Zisis Vryzas (91. Vasilios Tsiartas) Cheftrainer: Otto Rehhagel | Petr Čech – Martin Jiránek, René Bolf, Tomáš Ujfaluši, Marek Jankulovski – Tomáš Galásek , Karel Poborský, Tomáš Rosický, Pavel Nedvěd (40. Vladimír Šmicer) – Jan Koller, Milan Baroš Cheftrainer: Karel Brückner | Tschechien | Aufstellung Griechenland gegen Tschechien |
| Griechenland                                                              | 1:0 Dellas (105.+1', Silver Goal) | | Tschechien | Aufstellung Griechenland gegen Tschechien |
| Griechenland                                                              | Georgios Seitaridis (23.), Angelos Charisteas (70.), Giorgos Karagounis (87.) | Tomáš Galásek (48.), Vladimír Šmicer (55.), Milan Baroš (102.) | Tschechien | Aufstellung Griechenland gegen Tschechien |
| Halbfinale 2                                                              | | |            |                                           |
| Donnerstag, 1. Juli 2004 um 20:45 Uhr (MESZ) in Porto (Estádio do Dragão) | | |            |                                           |
| Zuschauer: 42.449                                                         | | |            |                                           |
| Schiedsrichter: Pierluigi Collina ( Italien)                              | | |            |                                           |

## Finale

### Portugal – Griechenland 0:1 (0:0)
| Portugal                                                               | Portugal | Griechenland | Griechenland | Aufstellung                             |
| ---------------------------------------------------------------------- | --- | --- | ------------ | --------------------------------------- |
| Portugal                                                               | \| Finale \| \| Sonntag, 4. Juli 2004 um 20:45 Uhr (MESZ) in Lissabon (Estádio da Luz) \| \| Zuschauer: 62.865 \| \| Schiedsrichter: Markus Merk ( Deutschland) \|                                                         | \| Finale \| \| Sonntag, 4. Juli 2004 um 20:45 Uhr (MESZ) in Lissabon (Estádio da Luz) \| \| Zuschauer: 62.865 \| \| Schiedsrichter: Markus Merk ( Deutschland) \| | Griechenland | Aufstellung Portugal gegen Griechenland |
| Portugal                                                               | Ricardo – Miguel (43. Paulo Ferreira), Jorge Andrade, Ricardo Carvalho, Nuno Valente – Maniche, Costinha (60. Rui Costa) – Deco – Luís Figo , Pauleta (74. Nuno Gomes), Cristiano Ronaldo Cheftrainer: Luiz Felipe Scolari | Antonios Nikopolidis – Georgios Seitaridis, Traianos Dellas, Michalis Kapsis, Panagiotis Fyssas – Angelos Basinas, Konstantinos Katsouranis – Theodoros Zagorakis , Stelios Giannakopoulos (76. Stylianos Venetidis) – Angelos Charisteas, Zisis Vryzas (81. Dimitrios Papadopoulos) Cheftrainer: Otto Rehhagel | Griechenland | Aufstellung Portugal gegen Griechenland |
| Portugal                                                               | 0:1 Charisteas (57.) | | Griechenland | Aufstellung Portugal gegen Griechenland |
| Portugal                                                               | Costinha (12.), Nuno Valente (90.+3') | Angelos Basinas (45.+2'), Georgios Seitaridis (63.), Panagiotis Fyssas (67.), Dimitrios Papadopoulos (85.) | Griechenland | Aufstellung Portugal gegen Griechenland |
| Finale                                                                 | | |              |                                         |
| Sonntag, 4. Juli 2004 um 20:45 Uhr (MESZ) in Lissabon (Estádio da Luz) | | |              |                                         |
| Zuschauer: 62.865                                                      | | |              |                                         |
| Schiedsrichter: Markus Merk ( Deutschland)                             | | |              |                                         |